# Arthur Biedl
Arthur Biedl (ur. 4 października 1869 w Kiskomlos, zm. 26 sierpnia 1933 w Weißensee) – węgiersko-austriacki patolog. 

## Życiorys
Studiował medycynę na Uniwersytecie Wiedeńskim, gdzie uzyskał dyplom i doktorat w 1892 roku. Wykładał na macierzystej uczelni, praktykował w Wiedniu i Pradze. Habilitował się w 1896, a w 1902 został profesorem zwyczajnym. Jako jeden z pierwszych opisał chorobę genetyczną, znaną dziś jako zespół Bardeta-Biedla.